# Asociación Polaca de Fútbol
La Asociación Polaca de Fútbol (PZPN) (en polaco: Polski Związek Piłki Nożnej) es el organismo rector del fútbol en Polonia, con sede en Varsovia. Organiza el campeonato de Liga y la Copa de Polonia, así como los partidos de la selección nacional en sus distintas categorías. Fue fundada en 1919 y es miembro FIFA desde 1923. En 1954 fue una de las asociaciones fundadoras de la UEFA.
Tiene 1.202 licencias de futbolistas profesionales y 5.690 clubes inscritos.

## Historia
La PZPN fue fundada el 21 de diciembre de 1919, un año después de que Polonia se proclamara independiente. Pocos meses después se ponía en marcha el primer campeonato polaco, que no pudo ser finalizado a causa de la guerra con la Unión Soviética. En 1921 el KS Cracovia fue el primer campeón de la liga polaca, si bien en las primeras ediciones y hasta 1927 el torneo se disputaba en una primera fase de grupos regionales.  
Por su parte, la selección nacional polaca debutó el 18 de diciembre de 1921 perdiendo por 1-0 ante Hungría en Budapest.

### Euro 2012
En 2005 la PZPN, junto con la Federación de Fútbol de Ucrania, presentó formalmente su candidatura para albergar la Eurocopa 2012. En la votación final, celebrada el 18 de abril de 2007, la UEFA eligió la candidatura de Polonia-Ucrania por delante de Italia y la candidatura conjunta de Croacia-Hungría.

## Presidentes
| Presidente                | Años      |
| ------------------------- | --------- |
| Edward Cetnarowski        | 1919–1928 |
| Władysław Bończa-Uzdowski | 1928–1937 |
| Kazimierz Glabisz         | 1937–1939 |
| Tadeusz Kuchar            | 1945–1946 |
| Władysław Bończa-Uzdowski | 1946–1949 |
| Andrzej Przeworski        | 1949–1951 |
| Jerzy Bordziłowski        | 1951–1953 |
| Jan Rotkiewicz            | 1953–1954 |
| Roman Gajzler             | 1954      |
| Władysław Rajkowski       | 1954–1956 |
| Stefan Glinka             | 1956–1961 |
| Wit Hanke                 | 1961–1966 |
| Wiesław Ociepka           | 1966–1972 |
| Stanisław Nowosielski     | 1972–1973 |
| Jan Maj                   | 1973–1976 |
| Edward Sznajder           | 1976–1978 |
| Marian Ryba               | 1978–1981 |
| Włodzimierz Reczek        | 1981–1985 |
| Edward Brzostowski        | 1985–1986 |
| Zbigniew Jabłoński        | 1986–1989 |
| Jerzy Domański            | 1989–1991 |
| Kazimierz Górski          | 1991–1995 |
| Marian Dziurowicz         | 1995–1999 |
| Michał Listkiewicz        | 1999–2007 |
| Grzegorz Lato             | 2008-2012 |
| Zbigniew Boniek           | 2012-2021 |
| Cezary Kulesza            | 2021-     |